# Геминация (риторика)
Геминация в риторике — повтор одного и того же слова или словосочетания в целях усиленной выразительности.
При геминации один и тот же элемент повторяется без изменения формы и не перемежаясь другими элементами с целью привлечения к нему внимания читателя или создания требующегося звукового образа.
Я тихо, тихо умираю.
Светлеет отблеск на стене.
Я внемлю ласковому маю,
Уже открывшемуся мне.
Наиболее часто используемая фигура повторения.